# Majd egyszer
A Majd egyszer Sztevanovity Zorán nyolcadik nagylemeze, ami 1995. május 19-én jelent meg.

## A lemez
A felvételek a Tom-Tom Stúdióban készültek 1995-ben, de már nem az LGT tagjaival, hanem nagyrészt azzal a csapattal, amely azóta is kíséri Zoránt lemezfelvételeken és koncerteken. Ezen a lemezen debütált zeneszerzőként Sipeki Zoltán gitáros, aki a 90-es évek eleje óta játszik Zoránnal.

## Közreműködők
- Kölcsényi Attila – hangmérnök

- Presser Gábor – zongora, harmonika, bőgő, vonós hangszerek, basszus, Hammond-orgona, vibrafon, gitár, ének, vokál
- Sipeki Zoltán – gitárok
- Horváth Kornél – ütőhangszerek
- Dés László – szopránszaxofon
- Szabó Tamás – szájharmonika
- Nemes Tibor – dob
- Tisza Bea és Tóth Edina – vokál

## Dalok
Azokat a dalokat, amelyeknél a szerzők nincsenek megnevezve, Presser Gábor és Sztevanovity Dusán írta.
1. Emlékek bálja (Sipeki Zoltán; Sztevanovity Dusán) – 3:46
2. Már a galambok se repülnek – 4:46
3. Élet tanár úr (Závodi Gábor; Sztevanovity Dusán) – 5:36
4. Száz évig élünk (Pável Daněk; Sztevanovity Dusán) – 4:37
5. Hajózni kell – 4:40
6. Régimódi dal (Sipeki Zoltán; Sztevanovity Dusán) – 2:46
7. Vadkelet – 4:15
8. Nem haragszom rád – 3:15
9. Te is szólalj meg (Sztevanovity Zorán; Sztevanovity Dusán) – 4:36
10. Majd egyszer – 3:10

Teljes játékidő: 41:27

## Külső hivatkozások
- Zorán honlapja